# Публий Манилий Вописк Вицинилиан
Вижте пояснителната страница за други личности с името Манилий Вописк.
Публий Манилий Вописк Вицинилиан Луций Елуфрий Север Юлий Квадрат Бас (на латински: Publius Manilius Vopiscus Vicinillianus Lucius Elufrius Severus Iulius Quadratus Bassus) е политик и сенатор на Римската империя през началото на 2 век.
През 100 г. e трибун в IV Скитски легион, след това легат на провинция Сирия и квестор на император Траян. През 114 г. той е редовен консул заедно с Квинт Ниний Хаста.